# معماری افشاریه
معماری دوره افشاریه برگفته از معماری گورکانی می‌باشد.
مهم‌ترین بنای ساخته شده در این دوران عمارت خورشید می‌باشد. ساختار این بنا برگرفته از معماری گورکانی می‌باشد نمای بیرونی شباهت‌های این بنا با بناهای هندی را آشکار می‌کند اما کتیبه‌های قرآنی درون آن نشانه معماری اسلامی ایرانی است.
عمارت خورشید در کلات
مسجد کبود گنبد در کلات
باغ دولت آباد در یزد